# Masagua
Masagua är en kommunhuvudort i Guatemala.   Den ligger i kommunen Municipio de Masagua och departementet Departamento de Escuintla, i den södra delen av landet, 60 km sydväst om huvudstaden Guatemala City. Masagua ligger 118 meter över havet och antalet invånare är 10 045.
Terrängen runt Masagua är lite kuperad. Runt Masagua är det ganska tätbefolkat, med 65 invånare per kvadratkilometer. Närmaste större samhälle är Escuintla, 13,2 km nordost om Masagua. Omgivningarna runt Masagua är en mosaik av jordbruksmark och naturlig växtlighet.